# Blaničtí z Blanice
Blaničtí z Blanice byli česká vladycká rodina, která se nazývala po vsi Blanici u Pavlovic (ve vlašimském okrese). Jejich znakem byl štít posetý koulemi a klenotem byly rohy.

## Historie
Jejich předek Vilém (1370–1395) získal v roce 1381 také dědiny v Miřeticích. Pravděpodobně jeho syn Markvart, byl ctěn jako moudrý zeman a proto byl zvolen za mocného úředníka a zemřel v roce 1419. Jeho syn Jan (1438) držel s Jednotou poděbradskou a zemřel před rokem 1454. Měl syny Markvarta a Viléma a dceru Kateřinu, kterým Eliška z Blanice odkázala své dědictví v Borovnici. Vilém pak roku 1462 držel Božkovice. Později v letech 1475–1483 žil Jan Blanický z Blanice, který pánům z Rožmberka půjčoval peníze. Markvart Blanický z Blanice, snad ten co roku 1454 seděl někde na Čáslavsku, asi v tu dobu, když se rodná tvrz ocitla v držení cizích rodů. Matouš Blanický z Blanice držel před rokem 1519 Chotětice. Vilém Blanický z Blanice, jenž se také připomíná, v roce 1534 držel Konice, které pak prodal. Zemřel roku 1543. Zanechal po sobě dvě nezletilé děti, jejichž poručnicí byla Johanka Blanická z Blanice. Jeho syn Vilém získal statek Cerhenky, který odkázal Mikuláši st. Hlaváčovi z Vojenic. Zemřel 1. listopadu 1584. Byl posledním členem tohoto rodu a byl pohřben s pečetí i s mečem v skramnickém kostele.